# فالي دي لاس نافاس
بلدية فالي دي لاس نافاس (بالإسبانية: Valle de las Navas)‏, هي إحدى بلديات مقاطعة برغش, التي تقع في منطقة قشتالة وليون, والتي تقع في شمال غرب إسبانيا
يبلغ عدد سكانها 649 نسمة وفقاً لإحصائية سنة (2002).